# Broussey-Raulecourt
Broussey-Raulecourt település Franciaországban, Meuse megyében. Lakosainak száma 285 fő (2022. január 1.). Broussey-Raulecourt Mandres-aux-Quatre-Tours, Apremont-la-Forêt, Bouconville-sur-Madt, Frémeréville-sous-les-Côtes, Geville és Rambucourt községekkel határos.

## Népesség
A település népességének változása:
| Lakosok száma | 160  | 216  | 204  | 247  | 269  | 273  | 283  | 288  | 287  | 285  |
|               | 1968 | 1982 | 1990 | 2006 | 2013 | 2015 | 2017 | 2019 | 2020 | 2022 |